# Orepukia dugdalei
Orepukia dugdalei là một loài nhện trong họ Agelenidae.
Loài này thuộc chi Orepukia. Orepukia dugdalei được miêu tả năm 1973 bởi Raymond Robert Forster & Wilton.